# Jen Kamerman
Jen Kamerman (1970) fue la directora de animación de Los Simpson entre 1990 y 2002, cuando dejó el trabajo para dedicarse a su familia y a su hijo Thor. Actualmente vive en Nueva Orleans, Luisiana. Ha escrito también un libro titulado The vanishing point, unas memorias autobiográficas de más de dos décadas de lucha contra su trastorno alimenticio, del tipo anorexia nerviosa.

## Créditos como directora

### Episodios deLos Simpson
Se le atribuye haber dirigido los siguientes episodios:
| Año  | Título original            | Título en Hispanoamérica | Título en España          | Temporada | Episodio |
| ---- | -------------------------- | ------------------------ | ------------------------- | --------- | -------- |
| 2010 | Kill the Alligator and Run | Mata al cocodrilo y huye | Mata al cocodrilo y corre | 11        | 19       |
| 2011 | Tennis the Menace          | Juego limpio             | La amenaza del tenis      | 12        | 12       |
| 2011 | Homer the Moe              | La taberna de Homero     | Homer, el Moe             | 13        | 3        |